# Carnaval van Venetië

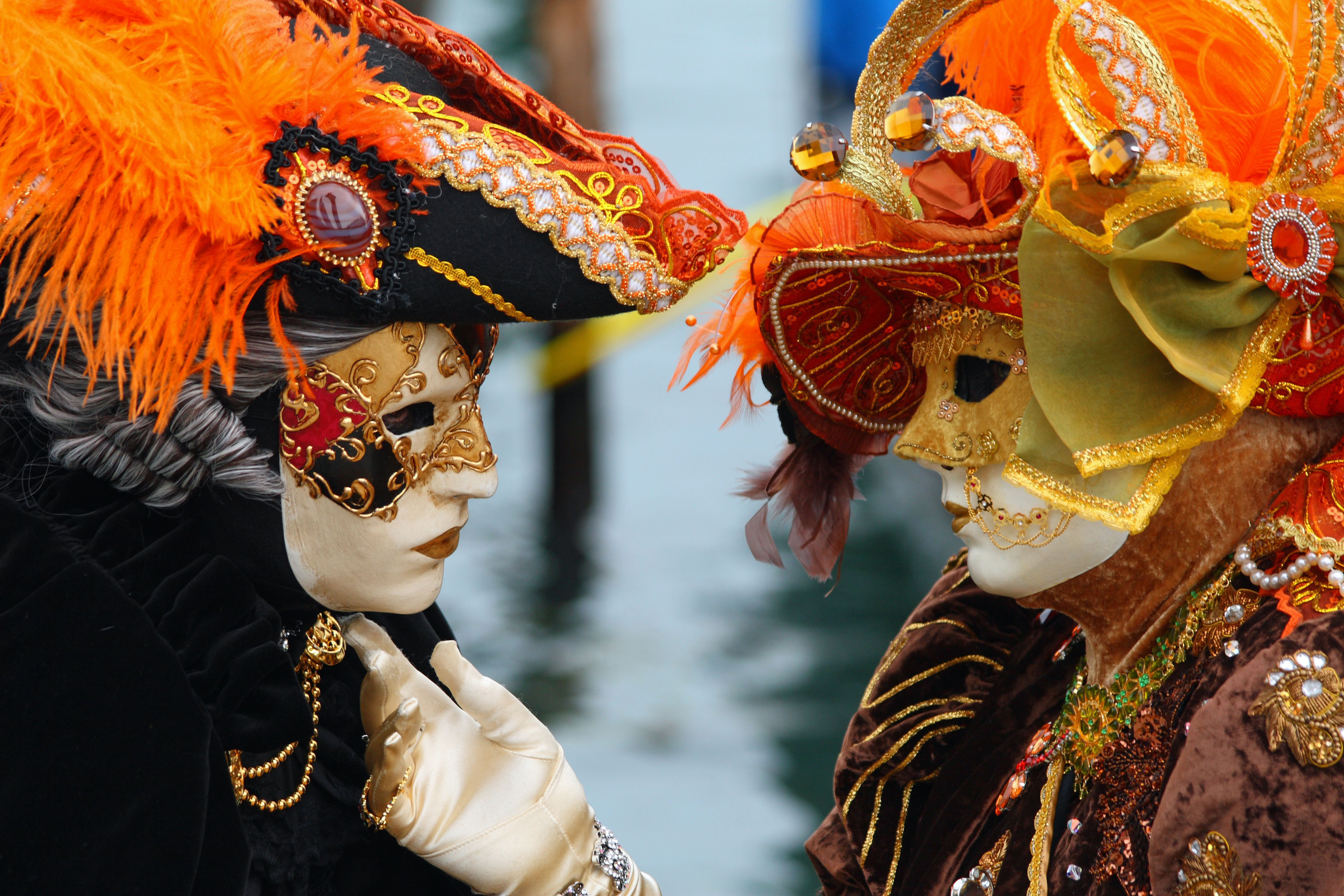
Carnaval in Venetië

Het Carnaval van Venetië is een jaarlijks terugkerend festival, gehouden in Venetië. Het feest duurt 12 dagen en eindigt op vastenavond, de dag voor Aswoensdag.
Er wordt voor het eerst melding van gemaakt in 1268. In de loop van de geschiedenis heeft men vaak geprobeerd om het extravagante en vaak ook subversieve karakter van het festival aan banden te leggen. Het dragen van maskers was oorspronkelijk een gewoonte die in een groot deel van het jaar gebruikelijk was. Niet alleen tijdens verschillende feesten maar ook wanneer men zich anoniem over straat wilde begeven. 
Oorspronkelijk waren de maskers bedoeld om de sociale status te verbergen. Omdat deze door het masker niet meer te bepalen was, kon men zich tijdens de feesten lekker laten gaan. 
Toen Venetië onder controle kwam van Lombardije en later van Napoleon werd het dragen van maskers echter flink aan banden gelegd. Hierdoor raakte deze traditie steeds meer op de achtergrond.

## Galerij

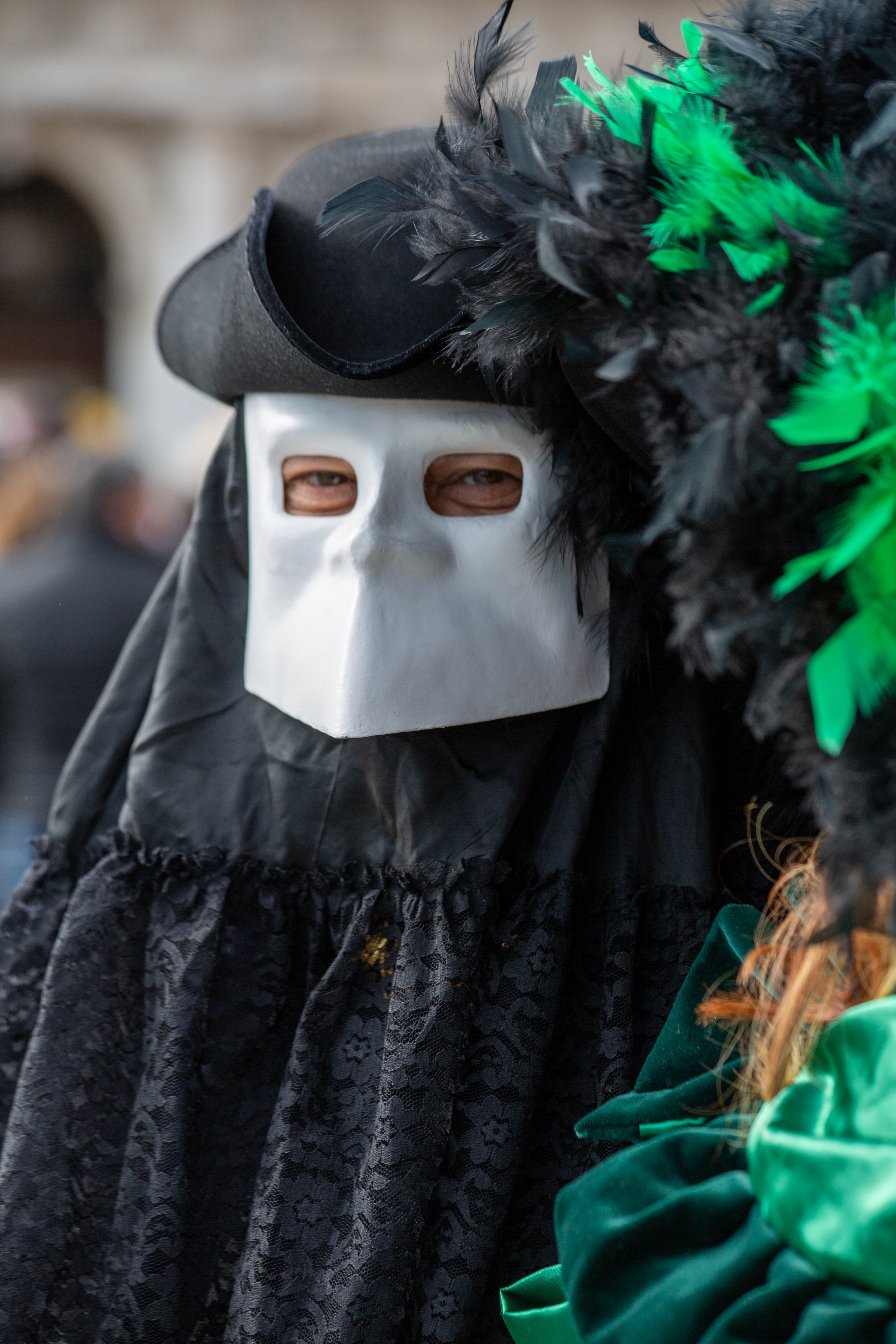
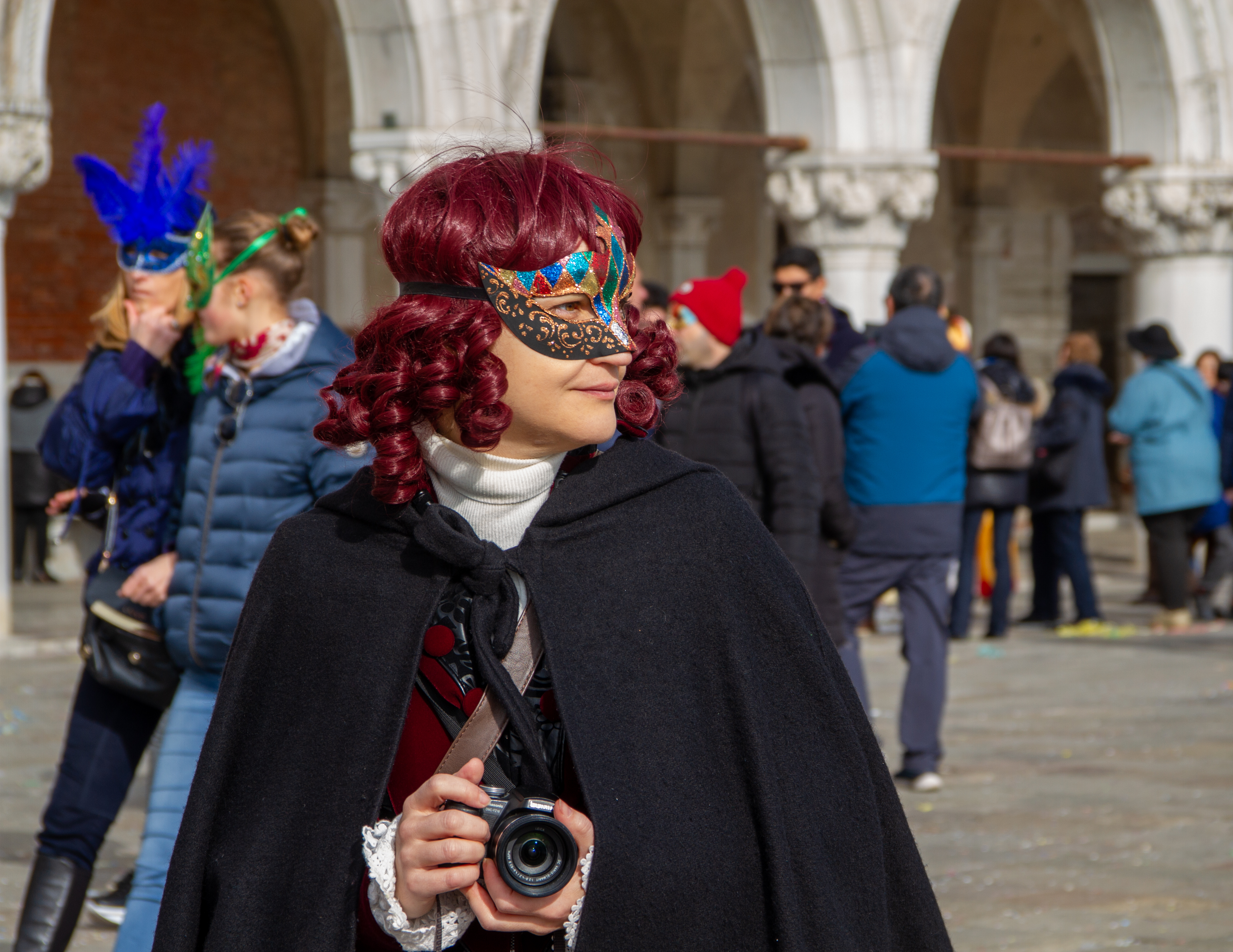
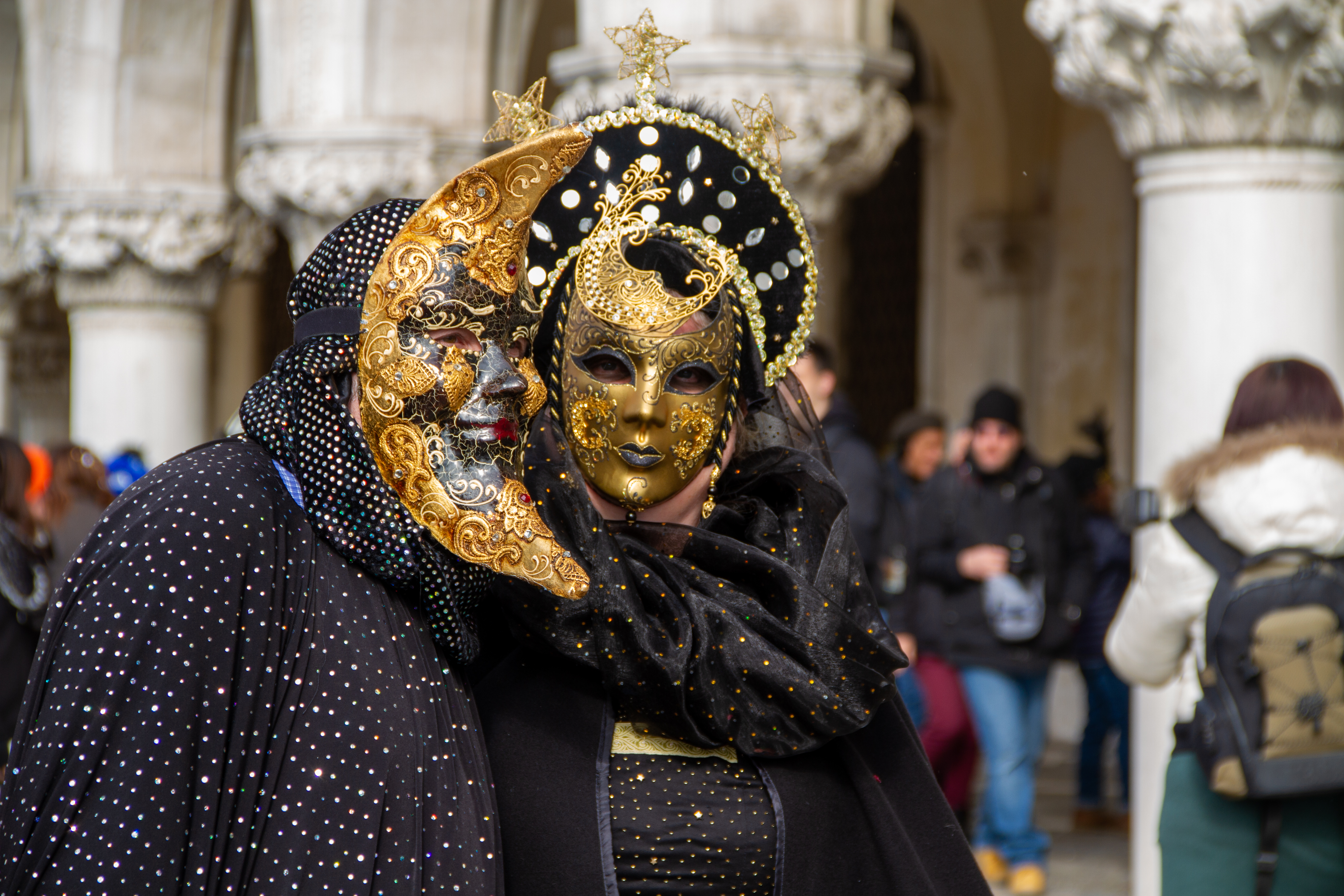
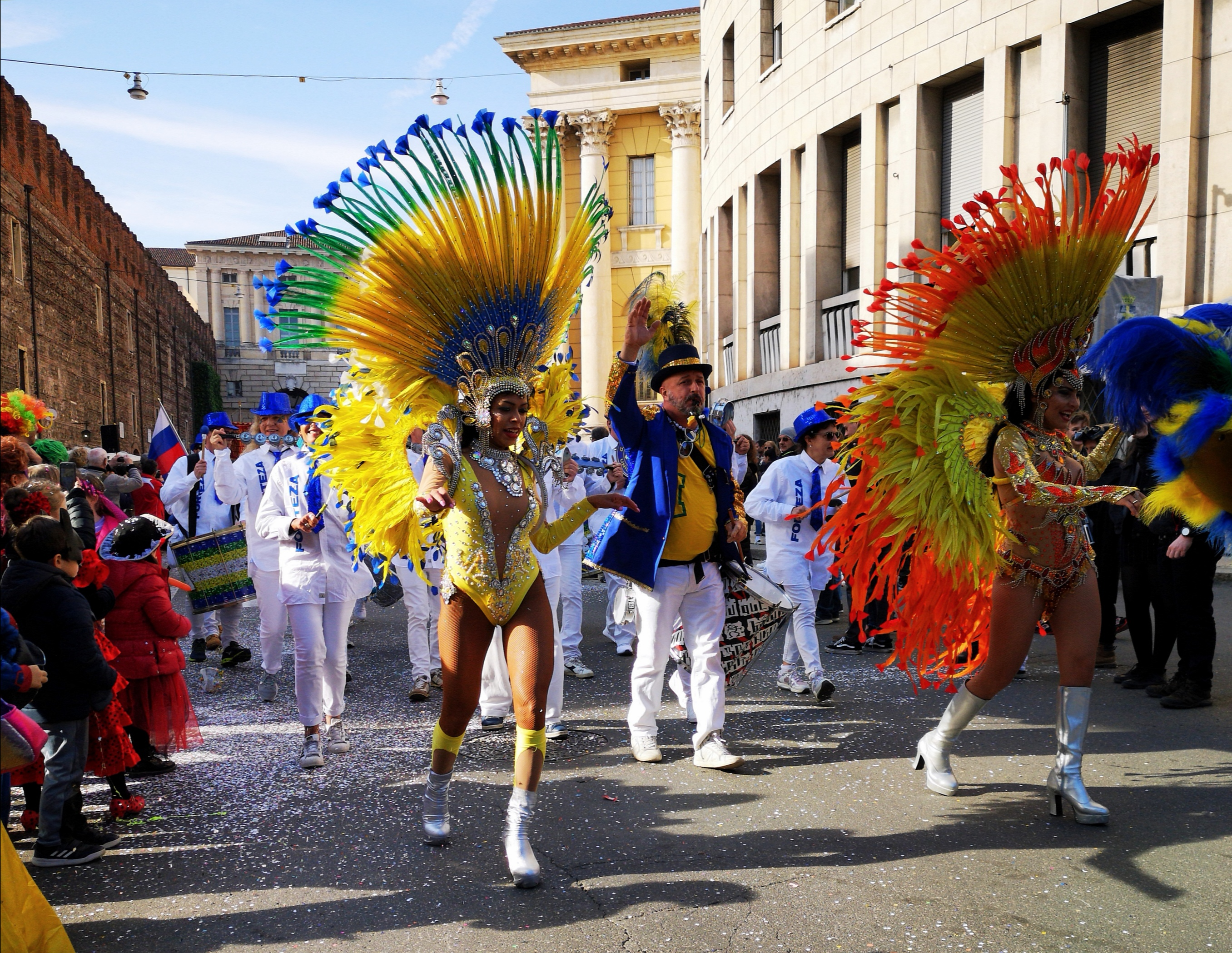
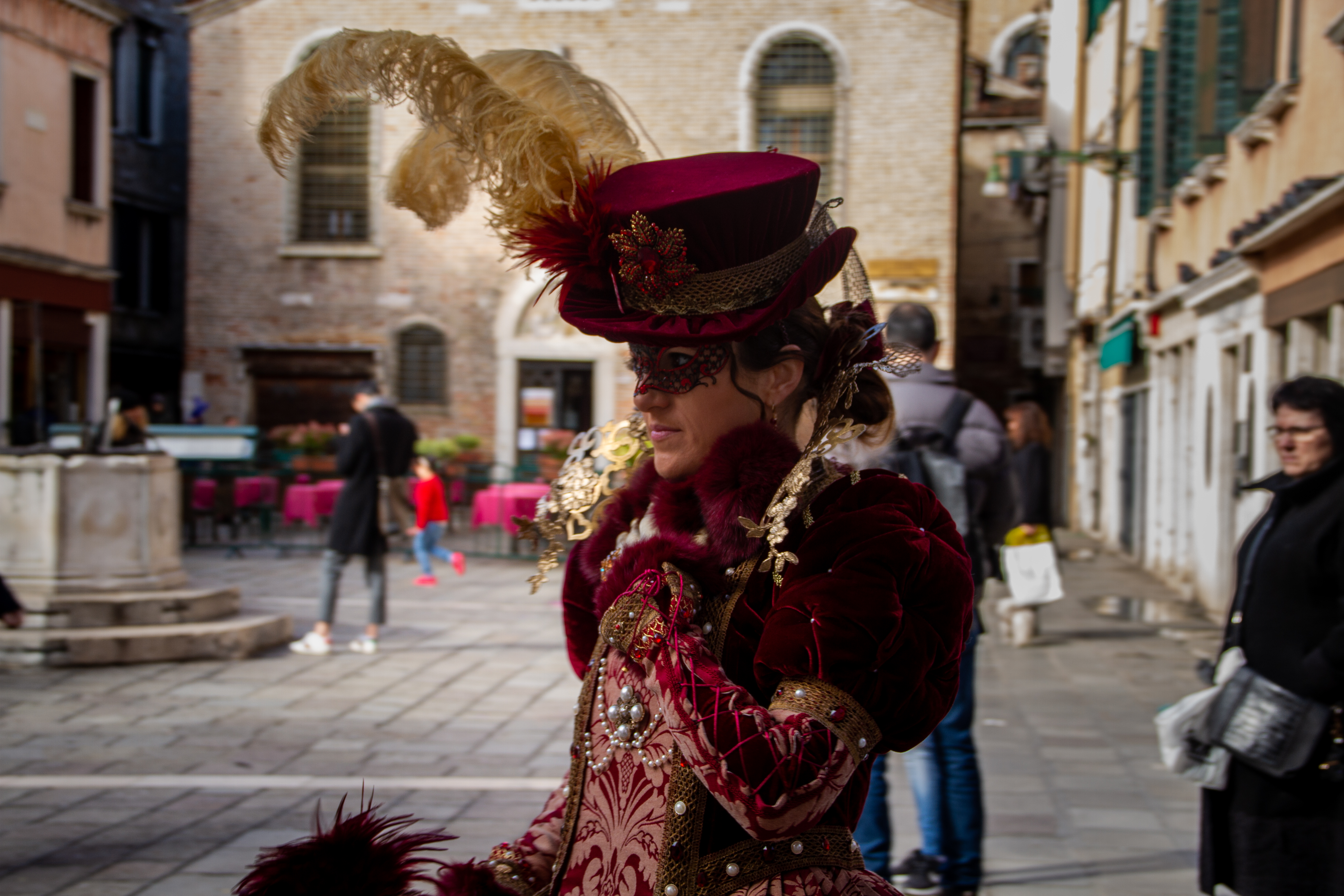
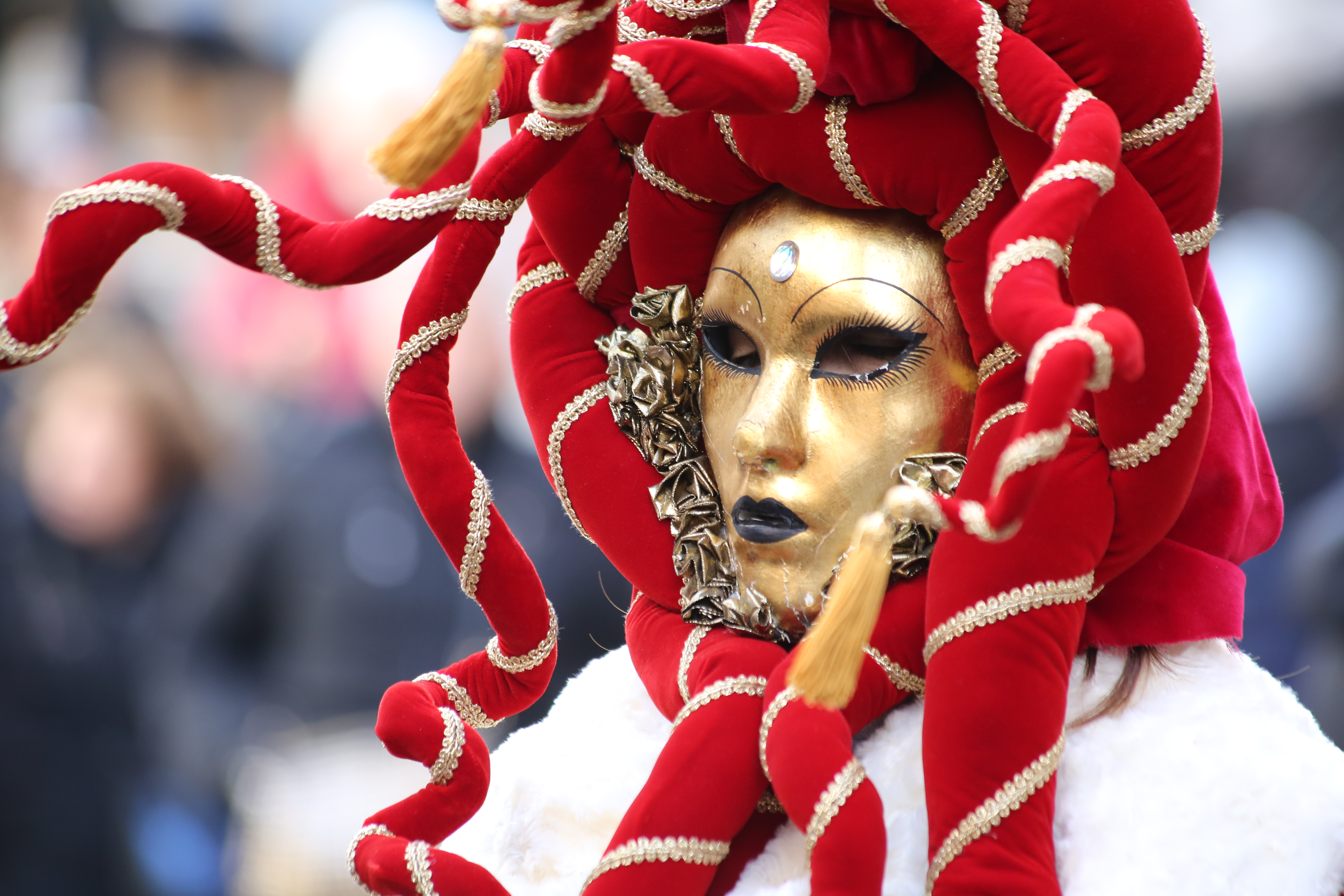